# الحساسية في القطط

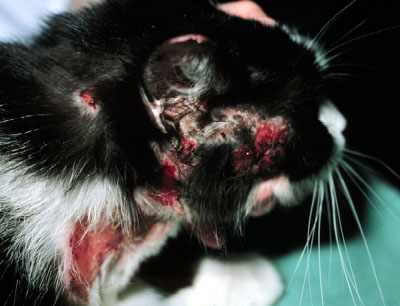
قطة تظهر عليها علامات حكة شديدة.

قد تتسبب القطط المعرضة لمسببات الحساسية في الحساسية . تميل الحساسية إلى أن تصبح جلية وتتفاقم على مدى فترات طويلة من الزمن ويمكن أن تستغرق سنوات لتتطور. تشمل بعض أمراض الحساسية والحساسية في القطط التهاب الجلد التأتبي للقطط، والتهاب الجلد التحسسي ضد البراغيث، وفرط حساسية البعوض القطري، والحساسية الناتجة عن الطعام. في حالة حساسية القطط وفرط الحساسية لمسببات الحساسية يعود إلى الاستعداد الوراثي. ومع ذلك، قد تنشأ مسببات الحساسية المختلفة بسبب العوامل البيئية. يمكن أن تكون مسببات الحساسية الموسمية أو الغير موسمية، عن طريق الابتلاع، أو الاستنشاق، أو المنقولة جواً تشبه الحساسية لدى البشر. مسببات الحساسية الموسمية المشتبه بها على سبيل المثال لا الحصرتشمل حبوب اللقاح والبراغيث ولدغات البعوض.و المواد المسببات للحساسية غير الموسمية المشتبه بها على سبيل المثال لا الحصر تشمل المواد البلاستيكية والغذاء والغبار والأشجار والعشب. قد تكون الأعراض بعد التعرض لمسببات الحساسية المشتبه بها فورية أو متأخرة، وتنشأ خلال بضع دقائق إلى ساعتين. قد تشمل الأعراض كلاً من العلامات الجلدية والجهاز الهضمي  مثل حكة الجلد وتساقط الشعر والخدش المفرط. في حالات التهاب الجلد التأتبي السنوري أو في حساسية في القطط، قد تحدث أمراض جلدية كا ؛ ومع ذلك، يمكن أن تشمل العلامات أيضًا التهاب الجلد الصفراوي، وثعلبة متناظرة، وآفات مجمع فرط الأحماض .
تمثل الحساسية الغذائية حوالي 10 ٪ من الحساسية لدى كلا من الكلاب والقطط. غالبًا ما يُخطئ الحساسية الغذائية في عدم تحمل الطعام ، مما قد يؤدي إلى القيء والإسهال بدلاً من المشاكل الجلدية. في معظم الحالات التي تحدث فيها حساسية الطعام، فإنها تفعل ذلك مع الأطعمة التي تأكلها القطط في أغلب الأحيان. تشمل مسببات الحساسية الغذائية الشائعة في القطط على لحوم البقر ومنتجات الألبان والأسماك والبيض والدجاج .في بعض الأحيان تشارك المواد الحافظة والمواد المضافة الأخرى في إثارة رد فعل تحسسي. لا توجد سلالات محددة أو فئة عمرية تستهدفها الحساسية الغذائية ؛ ومع ذلك، هناك سلالات معينة أكثر عرضة للحساسية الغذائية من غيرها. على سبيل المثال، سيامي والصلبان سيامي قد يواجهون مخاطر أكبر في التعرض للحساسية الغذائية من السلالات الأخرى.

## تحديد ومعالجة الحساسية
في حين أنه من الممكن تحديد نوع الأعراض التي تعاني منها القطة، فمن الأفضل أن تسترعي انتباه الطبيب البيطري لتحديد أفضل علاج ممكن. يستخدم الأطباء البيطريون عادةً اختبار الحساسية في المصل أو حديثا عن طريق عينة من الشعر أو اللعاب، من أجل تحديد مسببات الحساسية التي تسببها القطة. غالبًا ما يوصي الأطباء البيطريون بمنتجات تخفيف الحساسية التي لا تحتاج إلى وصفة طبية للتخفيف من المشاكل الخفيفة. إذا كانت الحساسية حادة، فقد يوصى بالعلاج المناعي للحساسية.[بحاجة لمصدر]

## نظام غذائي مضاد للحساسية للقطط

### أنظمة غذائية محدودة المكونات
النظام الغذائي المحدود المكونات معروف أيضًا باسم الغذاء المستضد المحدود،  هو نظام غذائي يقضي على الأطعمة التي تسبب مشاكل والتي تسبب رد فعل. عادة ما تركز هذه الأنظمة الغذائية على إزالة بروتينات معينة (الأنظمة الغذائية للقضاء على البروتين) بسبب الحساسية الغذائية التي تنتج عادة عن البروتينات السكرية القابلة للذوبان في الماء،  ولكن يمكن أيضًا استهدافها لإزالة الغلوتين / القمح أو الخضار أو كليهما. في الإصدارات المتاحة تجاريًا من هذه الأنظمة الغذائية، عادة ما يضمن المنتجون بروتينًا واحدًا ومصدرًا واحدًا للكربوهيدرات، محاولة لتقليل ردود الفعل على أي أطعمة.

### الوجبات الغذائية منزلية الصنع
الأنظمة الغذائية منزلية الصنع هي نوع من النظام الغذائي للتخلص من الحساسية، والتي تم تصميمها خصيصًا للقط الذي يعاني من الحساسية، إما من قبل المالك أو شخص آخر مثل الطاهي. تشير الدراسات إلى أن الأنظمة الغذائية التجارية للتخلص من الحساسية قد تظل تتفاعل بشكل سلبي مع القط، حتى وان كانت خالية من البروتين المستهدف / الأطعمة الأخرى الإشكالية. لهذا السبب، يختار العديد من مالكي الحيوانات الأليفة الخيار منزلي الصنع، لأنه يسمح لهم بتحديد تاريخ الحيوان الأليف شخصيًا، وتخصيص النظام الغذائي بمكونات مختلفة، واعتبار العملية تجربة ربط. بعض العوائق في النظام الغذائي منزلي الصنع هي الوقت اللازم للتسوق للحصول على المكونات والنكسة المالية المحتملة.
كما أن الأنظمة الغذائية منزلية الصنع تعاني من نقص في التغذية بشكل عام. على سبيل المثال، وجدت دراسة أن 90٪ من الأنظمة الغذائية المنزلية الصنع غير كافية من حيث التغذية. ومع ذلك، فإن الوجبات الغذائية منزلية الصنع هي طريقة رائعة لتحديد المكون الذي يسبب الأعراض السلبية في القط.

### البروتينات المتحللة
تستخدم البروتينات المتحللة غالبا كمصدر أساسي للبروتين في النظام الغذائي، خاصةً في الأنظمة الغذائية للتخلص، لأن هذه البروتينات لا تسبب استجابات للحساسية. وذلك لأن الجهاز الهضمي يكسر البروتين إلى أحماض أمينية فردية لا يستطيع الجسم التعرف عليها على أنها البروتين المحالف، مما يسمح لمصدر البروتين بتجاوز الاستجابة المناعية المسببة للحساسية المرتبطة بـ IgE . تجنب رد الفعل المناعي هذا يسمح للحيوان بتناول مصدر بروتين كافٍ دون تدخل جهاز المناعة.

### بروتينات جديدة
البروتين الجديد هو مصدر بروتين يستخدم في الأنظمة الغذائية المضادة للحساسية التي لم تتعرض لها القطة من قبل. من الأمثلة الشائعة للبروتينات الجديدة لحم الضأن والأرنب ولحم الغزال والبط والإلك والكنغر والنعام والإيمو والإوز والماعز . ومع ذلك، هناك فرصة للتفاعل المتبادل عندما تكون هناك علاقة تصنيفية أعلى بين النوعين. على سبيل المثال، يمكن أن يحدث التفاعل المتبادل بسبب اللحوم المجترة الأخرى إذا تفاعلت القطة بشكل سلبي مع لحم البقر ، أو لحوم الطيور إذا تفاعلت القطة بشكل سلبي مع الدجاج .

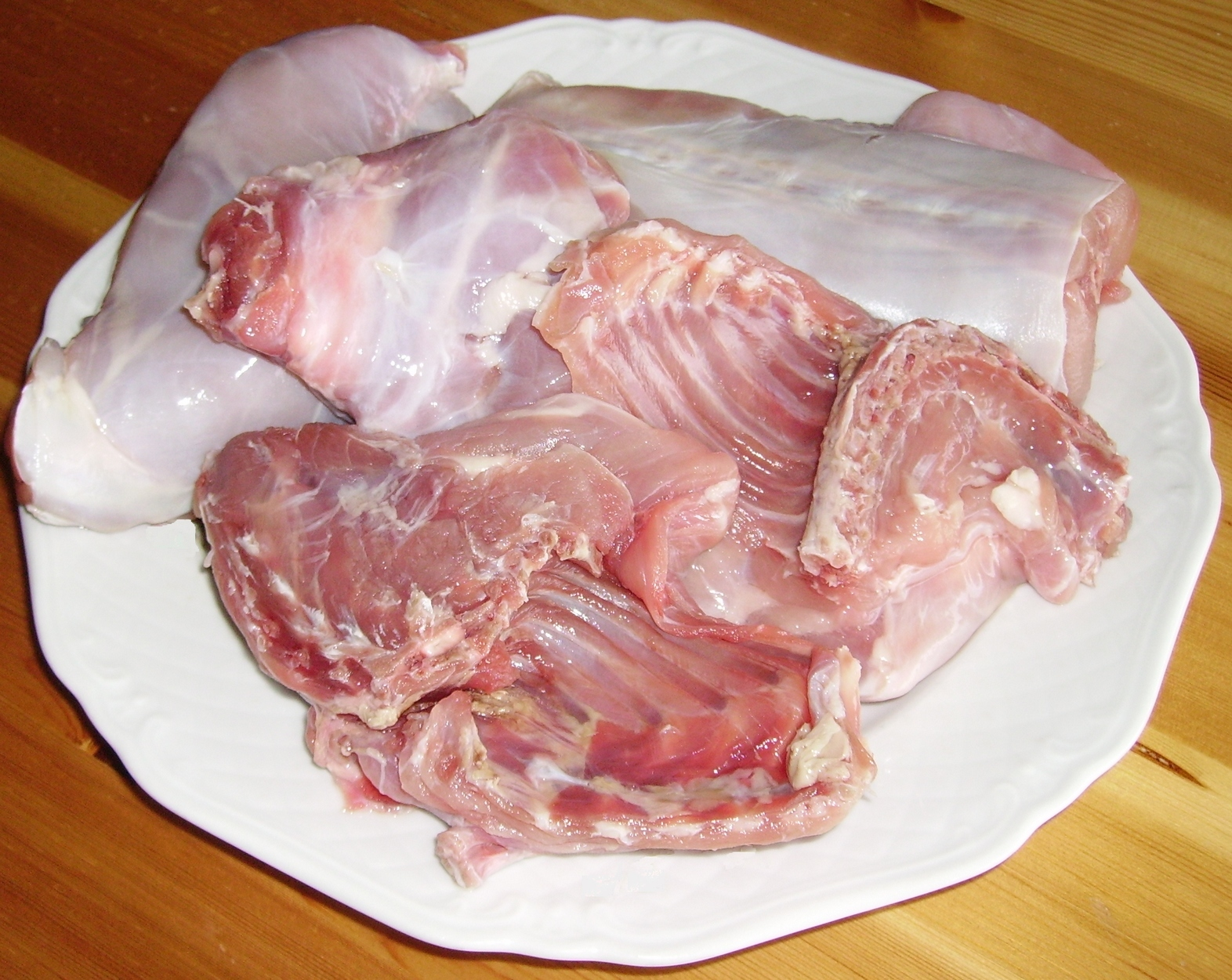
لحم أرنب

يمكن استخدام البروتينات الجديدة في الأنظمة الغذائية للتخلص منها على المدى الطويل. إن العديد من الأنظمة الغذائية البروتينية التجارية المبتكرة ملائمة ومتوازنة من الناحية الغذائية. لديهم مصدر بروتين واحد ومصدر كربوهيدرات واحد من غير المرجح أن تكون القطط قد تناولته من قبل. من المرجح أن يلتزم المالكون عند إطعام نظام غذائي بروتيني تجاري أكثر منه عند إطعام نظام غذائي مطبوخ في المنزل. ويرجع ذلك إلى حقيقة أنه قد يكون من الصعب الحصول على بروتينات جديدة لإعداد الطعام، ويستغرق توفير نظام غذائي تجاري وقتًا أقل من إعداد نظام غذائي مطبوخ في المنزل. في أوائل التسعينيات، تم إجراء تجربة تبين أن الأنظمة الغذائية البروتينية الجديدة حققت معدل نجاح 70 إلى 80 ٪. ومع ذلك، فإن الأنظمة الغذائية البروتينية الجديدة ليست فعالة دائمًا، حيث لا تختبر دائمًا على الحيوانات التي لديها حساسية تجاه الطعام، ويمكن أن تسبب عملية تصنيع الأنظمة الغذائية ردود فعل سلبية بسبب تضمين الإضافات التي قد تكون مسببة للحساسية لبعض القطط. يوصى باستخدام اللحم من الدرجة البشرية في النظام الغذائي بدلاً من اللحوم التي تحتوي على أغذية الحيوانات الأليفة حيث من المحتمل أن تشمل اللحوم التي تحتوي على الحيوانات الأليفة مواد حافظة ، والتي يمكن أن تضر بنجاح النظام الغذائي. وأظهرت دراسة أيضا أنه إذا لم يتم تنظيف آلة المعالجة بشكل صحيح، فإن اللحم المطحون الذي يأتي من حيوان يمكن أن يكون ملوثًا باللحم المطحون من حيوان آخر. وجدت هذه الدراسة أن أربعة أنظمة غذائية تجارية تستخدم لحم الغزال تضمن منتجات لم تكن على الملصق. تم العثور في ثلاثة من الأنظمة الغذائية على فول الصويا ولحم البقر والدواجن ، وهي مستضدات شائعة في القطط. ومع ذلك، إذا لم يتسبب النظام الغذائي البروتيني التجاري الجديد في حدوث رد فعل معاكسهفي القط، فيمكن استخدامه على المدى الطويل.